# Il nostro agente a Casablanca
Il nostro agente a Casablanca è un film eurospy del 1966 diretto da Tulio Demicheli e interpretato da Lang Jeffries.